# Eulepida kenyensis
Eulepida kenyensis är en skalbaggsart som beskrevs av Marc Lacroix 2010. Eulepida kenyensis ingår i släktet Eulepida och familjen Melolonthidae. Inga underarter finns listade i Catalogue of Life.